# Кулиничи (Полтавская область)
Кулиничи (укр. Кулиничі) — село,
Грушинский сельский совет,
Хорольский район,
Полтавская область,
Украина.
Код КОАТУУ — 5324881505. Население по переписи 2001 года составляло 80 человек.

## Географическое положение
Село Кулиничи находится на расстоянии в 0,5 км от села Грушино.